# Павол Гурайт
Павол Гурайт (словац. Pavol Hurajt; 4 лютого 1978, Попрад, Словаччина) — словацький біатлоніст, бронзовий призер Зимових Олімпійських ігор 2010 року у Ванкувері.

## Виступи на міжнародних змаганнях

### Олімпійські ігри
| Змагання      | Спринт | Перес. | Індив. | Мас-старт | Естаф. |
| ------------- | ------ | ------ | ------ | --------- | ------ |
| Турин 2006    | 29     | 24     | 29     |           | 14     |
| Ванкувер 2010 | 7      | 16     | 5      | 3         |        |

## Статистика
У таблиці наведено статистику виступів біатлоніста в Кубку світу.
- Місця 1–3: кількість подіумів
- Чільна 10: кількість фінішів у першій десятці
- В очках: кількість виступів, на яких біатлоніст здобував очки
- Старти: кількість стартів
- Естафета: включно зі змішаною

| Місця                              | Індивід. | Спринт | Персьют | Мас-старт | Естафета | Разом |
| ---------------------------------- | -------- | ------ | ------- | --------- | -------- | ----- |
| 1                                  |          |        |         |           |          |       |
| 2                                  |          |        |         |           |          |       |
| 3                                  |          | 1      | 1       | 1         |          | 3     |
| Чільна 10                          | 3        | 4      | 2       | 2         | 9        | 20    |
| В очках                            | 9        | 21     | 17      | 7         | 44       | 98    |
| Стартів                            | 33       | 82     | 34      | 7         | 46       | 202   |
| Станом на: кінець сезону 2009/2010 |          |        |         |           |          |       |